# سنجان تحت حكم سلالة تشينغ
حكمت أسرة تشينغ منطقة سنجان منذ أواخر خمسينيات القرن الثامن عشر حتى عام 1912. تأسس حكم تشينغ في المرحلة الأخيرة من حروب تشينغ – زونغار حين غزت أسرة تشينغ الصينية بقيادة قومية المانشو خانات زونغار. واستمر حكم الأسرة حتى سقوطها في عام 1912. وأسس منصب (جنرال إيلي) لحكم منطقة سنجان بأكملها وإعداد التقارير لليفان يوان (مجلس شؤون الأقليات القومية)، وهي وكالة حكومية تابعة لحكومة تشينغ كانت تشرف على المناطق الحدودية للإمبراطورية. وتحولت سنجان إلى مقاطعة في عام 1884.

## تاريخ

### غزو أسرة تشينغ لسنجان
كانت المنطقة المسماة جونغاريا في سنجان الحالية هي مقر خانات زونغار. سيطرت سلالة تشينغ على شرق سنجان بعد صراع طويل مع زونغار بدأ في القرن السابع عشر. وفي عام 1755، بمساعدة النبيل أمارسانا من شعب الأويرات، هاجمت أسرة تشينغ غويا (ينينغ) وأسرت خان زونغار. بعد طلب أمارسانا أن يصبح خان زونغار الجديد، لم يُستجب له، فقاد ثورة ضد أسرة تشينغ. وعلى مدار العامين التاليين، دمرت جيوش تشينغ ما تبقى من خانات زونغار. ثم خضع مسلمو الأويغور الأتراك في واحات تورفان وكومول لسلالة تشينغ في الصين، وطلبوا من الصين تحريرهم من الجونغاريين. قبلت أسرة تشينغ حكام تورفان وكومول بوصفهم تابعين لأسرة تشينغ. شنت أسرة تشينغ حربًا ضد الجونغار استمرت لعقود، حتى هزمتهم في النهاية، ثم نفذ رجال رايات المانشو التابعون لأسرة تشينغ الإبادة الجماعية ضد الشعب الجونغاري، ما أدى إلى محوهم تقريبًا من الوجود وإخلاء جونغاريا من السكان. ثم أطلقت أسرة تشينغ سراح زعيم آفاكي خوجة برهان الدين وشقيقه خوجة جيهان من سجنهم التابع للجونغار، وعينوهما ليحكما حوض تاريم تحت سيادة تشينغ. قرر الأخوان خوجة التراجع عن هذه الصفقة وإعلان نفسيهما كقائدين مستقلين لحوض تاريم. سحقت أسرة تشينغ وزعيم تورفان أمين خوجة تمردهما، ثم سيطرت الصين بشكل كامل على كل من جونغاريا وحوض تاريم بحلول عام 1759. وأقامت أسرة تشينغ مئذنة أمين تكريمًا لأمين خوجة التابع لها.

### الإبادة الجماعية الجونغارية
عاش الشعب الجونغاري في منطقة تمتد من الطرف الغربي لسور الصين العظيم حتى شرق كازاخستان الحالية ومن شمال قيرغيزستان الحالية إلى جنوب سيبيريا (التي يقع معظمها في سنجان حاليًا)، وكانوا الإمبراطورية البدوية الأخيرة التي تهدد الصين، واستمر هذا التهديد من أوائل القرن السابع عشر حتى منتصف القرن الثامن عشر. وبعد سلسلة من النزاعات العسكرية غير الحاسمة التي بدأت في ثمانينيات القرن السابع عشر، أخضعت أسرة تشينغ التي قادها المانشو (1644-1911) الشعب الجونغاري في أواخر خمسينيات القرن الثامن عشر.
سيطرت أسرة تشينغ، التي أسسها المانشو في الصين، على شرق سنجان نتيجة صراع طويل مع الجونغار بدأ في القرن السابع عشر. وفي عام 1755، هاجمت إمبراطورية تشينغ غويا، وأسرت خان زونغار. وعلى مدى العامين التاليين، دمرت جيوش المانشو والمغول من تشينغ ما تبقى من خانات زونغار، وحاولوا تقسيم منطقة سنجان إلى أربع خانات فرعية تحت حكم أربعة زعماء. وبالمثل، جعلت أسرة تشينغ أفرادًا من طائفة مشايخ الصوفية تُعرف باسم الخوجة حكامًا على حوض تاريم الغربي، جنوب جبال تيان شان. وفي 1758-1759، اندلعت ثورات ضد هذا الحكم شمال وجنوب جبال تيان شان.
بعد ارتكاب مذابح شاملة ضد سكان الجونغار الأصليين في الإبادة الجماعية الجونغارية، في عام 1759، عززت أسرة تشينغ سلطتها أخيرًا من خلال توطين المهاجرين الصينيين، إلى جانب حامية تشينغ من المانشو. وضعت أسرة تشينغ المنطقة بأكملها تحت حكم جنرال إيلي، وكان مقره في حصن وايووان (ما يسمى «بمانشو كولجا»، أو ييلي)، على بعد 30 كم غرب غويا (ينينغ). احتل الإمبراطور تشيان لونغ من سلالة تشينغ الهضبة الجونغارية وحوض تاريم، جاعلًا المنطقتين المنفصلتين، شمال وجنوب جبال تيان شان، تحت حكمه باسم سنجان. سكن المسلمون الأتراك (الأويغور) الجنوب، وسكن المغول الجونغار الشمال. كان الجونغاريون يسمون أيضًا «بإليوثس» أو «قلميقيون».
جادل كلارك بأن حملة تشينغ في 1757-1758 «بلغت حد التدمير الكامل ليس فقط لدولة زونغار ولكن للجونغاريين كشعب». بعد أن قاد الإمبراطور تشيان لونغ قوات تشينغ إلى النصر على أويرات جونغار (الغربية) المغول في عام 1755، كان في الأصل على وشك تقسيم إمبراطورية زونغار إلى أربع قبائل برئاسة أربعة من الخانات، وكان من المفترض أن يكون الزعيم زونغار أمرسانا الخان. رفض أمرسانا ترتيب تشينغ للحكم وتمرد لأنه أراد أن يكون زعيمًا لأمة الجونغاريين الموحدة. أصدر تشيان لونغ بعد ذلك أوامره بالإبادة الجماعية والقضاء على أمة جونغار بأكملها، استعبد رجال رايات المانشو من تشينغ ومغول الخلخة (الشرقيون) نساء وأطفال الجونغاريين بينما كانوا يقتلون الجونغار الآخرين.
أصدر الإمبراطور تشيان لونغ أوامر مباشرة لقادته «بذبح» الجونغاريين و«عدم إظهار الرحمة»، ومُنحت المكافآت للذين نفذوا الإبادة وأعطوا أوامر بذبح الشباب بينما أخذت النساء كغنائم. اجتثت أسرة تشينغ هوية الجونغاريين من النساء والأطفال المستعبدين المتبقين. صدرت الأوامر «بالإبادة الكاملة» لقبائل الجونغار، وهذه الإبادة الجماعية الناجحة من قبل أسرة تشينغ تركت جونغاريا غير مأهولة وشبه خالية. أمر تشيان لونغ رجاله «ألا يظهروا أي رحمة على الإطلاق لهؤلاء المتمردين. احفظوا حياة العجزة والضعفاء فقط. كانت حملاتنا السابقة متساهلة للغاية». لم ير الإمبراطور تشيان لونغ أي تعارض بين تنفيذ الإبادة الجماعية ضد الجونغاريين وبين التمسك بالمبادئ السلمية للكونفوشيوسية، ودعم موقفه من خلال تصوير الجونغاريين على أنهم بربريون وغير بشر. أعلن تشيان لونغ أن «القضاء على البرابرة هو السبيل لتحقيق الاستقرار في الداخل»، وأن الجونغاريين «أداروا ظهرهم للحضارة»، وأن «السماء دعمت الإمبراطور». وفي الإبادة الجونغارية وفقًا «لموسوعة الإبادة الجماعية والجرائم ضد الإنسانية، المجلد 3»، وفقًا للمادة الثانية من اتفاقية الأمم المتحدة للإبادة الجماعية، فإن أفعال تشيان لونغ ضد الجونغاريين تُعد إبادة جماعية، إذ قُتلت الغالبية العظمى من السكان الجونغاريين واستعبد الباقون أو نفوا، واجتُثت «حضارة الجونغار» ودُمرت. وكانت حملة تشيان لونغ «الإبادة الجماعية للقرن الثامن عشر بامتياز».
نقل إمبراطور تشيان لونغ من تبقى من شعب جونغاريا إلى الصين وأمر الجنرالات بقتل جميع الرجال في باركول أو سوتشو، وقسم زوجاتهم وأطفالهم على جنود أسرة تشينغ. وفي تقرير عن الحرب، كتب الباحث وي يوان من تشينغ أن نحو 40٪ من أسر الجونغار قُتلت بسبب الجدري، وفر 20٪ إلى روسيا أو خانات الكازاخ، وقُتل 30٪ على يد الجيش، ولم يتركوا أي منازل يورت ضمن مسافة آلاف من الليات (الميل الصيني)، إلا للذين استسلموا. كتب كلارك أن 80٪، أو من 480،000 إلى 600،000 شخص قد قُتلوا بين عامي 1755 و1758 فيما «يرقى إلى التدمير الكامل ليس فقط لولاية جونغاريا ولكن للجونغاريين كشعب». مات 80٪ من الجونغاريين في الإبادة الجماعية.
استسلم المتمردون الأويغور المناهضون لزونغار من واحات تورفان وهامي لحكم تشينغ بوصفهم تابعين وطلبوا مساعدة تشينغ للإطاحة بحكم زونغار. مُنح قادة الأويغور مثل أمين خوجة ألقابًا ضمن طبقة نبلاء تشينغ، وساعد هؤلاء الأويغور في إمداد قوات تشينغ العسكرية خلال الحملة ضد زونغار. استخدمت أسرة تشينغ خوجة أمين في حملتها ضد الجونغاريين، واستخدمته كوسيط مع المسلمين من حوض تاريم لإبلاغهم أن أسرة تشينغ كانت تهدف فقط إلى قتل الأويرات (الجونغاريين) وأنهم سيتركون المسلمين وشأنهم، وكذلك إقناعهم بقتل الأويرات بأنفسهم والوقوف إلى جانب أسرة تشينغ منذ أن لاحظ تشينغ استياء المسلمين من تجربتهم السابقة تحت حكم زونغار على يد تسوانغ رابتان.
لم تنتعش جونغاريا إلا بعد أجيال لاحقة من الدمار وشبه التصفية بعد عمليات القتل الجماعي لما يقرب من مليون شخص. أظهر المؤرخ بيتر بيرديو أن هلاك الجونغاريين كان نتيجة لسياسة الإبادة الصريحة التي أطلقها تشيان لونغ، ووصف ما حدث «بالاستخدام المتعمد للمجازر العرقية». على الرغم من أن العلماء المعاصرين تجاهلوا هذا «الاستخدام المتعمد للمجازر»، كتب الدكتور مارك ليفين عن إبادة الجونغاريين «يمكن القول إنها الإبادة الجماعية للقرن الثامن عشر بامتياز». وقورنت الإبادة الجماعية الجونغارية بإبادة أسرة تشينغ لشعب جينتشوان التيبتي عام 1776.